# Shavasana

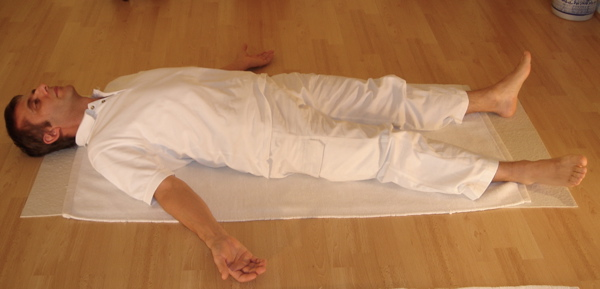
Shavasana oder Mritasana

Shavasana (Sanskrit शवासन, IAST śavāsana, gebildet aus शव – śava „Leichnam“ und आसन – āsana „Sitz, Haltung“) oder Mritasana (IAST mṛtāsana, von mṛta „Toter“), deutsch Totenhaltung oder Entspannungslage, ist eine Grundübung des Hatha Yoga. In der Praxis findet diese liegende Stellung je nach Tradition des Yoga ihren Platz am Anfang, zwischen den einzelnen Stellungen sowie am Ende einer Übungsreihe. Im Yoga Nidra ist sie die einzige Asana und wird zur Anwendung einer Entspannungstechnik etwa 30 Minuten eingenommen. 

## Vorbemerkung
Von allen Yogaübungen stellt die Ausführung von Shavasana körperlich gesehen die geringsten Anforderungen, da alle Muskeln entspannt werden. Bereits die Hathapradipika aus dem 14. Jhd. gibt darüber Auskunft. In Vers I, 32 steht: „Auf dem Rücken liegen, alle Muskeln entspannt wie eine Leiche, das ist Shavasana. Shavasana beseitigt alle Müdigkeit und bewirkt das Ausruhen des Denkorgans.“
Die verschiedenen Yogastile stimmen weitgehend überein, wie die Entspannungslage körperlich eingenommen wird und dass sie am Ende durch das Bewegen der Arme und Beine langsam wieder aufgehoben wird. Unterschiedliche Schwerpunkte offenbaren sie in der Frage, wie die Entspannung zu erreichen und auf welche Inhalte das Bewusstsein in der Übung zu lenken ist.

## Körperliche Ausführung
Das Sivananda Yoga Vedanta Zentrum leitet die Totenstellung folgendermaßen an: „Legen sie sich auf den Rücken, die Beine etwa einen halben Meter gespreizt, die Hände in etwa einem viertel Meter Abstand vom Körper, mit den Handflächen nach oben auf den Boden. Oberschenkel, Knie und Zehen sind nach außen gerichtet. […] achten Sie auf die Symmetrie des Körpers.“ Siehe dazu ähnliche Anleitungen von André van Lysebeth oder Bikram Choudhury.

## Bewusstseinsinhalte für die Übung
Erling Petersen lehrt, die einzelnen Körperteile von den Füßen zum Kopf zu beobachten mit dem Ziel, Spannungen zu lösen und schlussendlich den Körper ganz sich selbst zu überlassen, ihn gewissermaßen zu vergessen, bis er passiv daliege „wie ein Leichnam“. Dann lasse man die unzähligen Gedanken kommen und gehen, ohne ihnen Beachtung zu schenken. Ziel sei es, eine alldurchdringende Stille zu empfinden, in der alles aufgehe. „Richte deine ganze Aufmerksamkeit auf diesen vollkommenen, ungestörten Zustand des Friedens […].“
Der indische Yogameister Sivananda leitet zunächst die Beobachtung und Entspannung der einzelnen Körperteile von unten nach oben an. Dann schlägt er vor, das Mantra OM zu wiederholen, an Atman (die universelle Seele) oder an Rama zu denken.
Nach Swami Vishnudevananda, einem Schüler von Swami Sivananda, stehen hinter Muskelanspannungen im Ursprung Gedanken und so muss auch ein Gedanke, ein Befehl, der gegeben wird, Muskelentspannung bewirken können. „Eine physische Entspannung beginnt man von den Zehen an aufwärts, und eine autosuggestive Entspannung lässt man durch die Muskeln gehen und bis zu den Augen und zum Kopf sich ausbreiten.“
B. K. S. Iyengar beginnt seine Anleitung mit dem Hinweis, dass es schwieriger sei, die Gedanken als den Körper ruhig zu halten. Nach seiner Erfahrung gelinge die Gedankenberuhigung über die Atmung. Zu Beginn solle man in Shavasana tief atmen, später sanft und langsam. „Konzentriere dich auf tiefe, sanfte Ausatmungen, bei der die Nasenlöcher die Wärme des Atems nicht spüren.“ Wenn die Gedanken wandern, „dann halte nach jeder langsamen Ausatmung an, ohne dich anzustrengen.“
Auch André van Lysebeth schlägt vor, die Aufmerksamkeit auf die Atmung zu lenken, jedoch mit dem Ziel, den Atemprozess beobachten zu lernen, „ohne allerdings ihn beeinflussen zu wollen. […] Indem wir unsere Aufmerksamkeit der Atmung zuwenden, sind wir geneigt, sie zu verändern (unbewusst). Lassen Sie passiv atmen!“